# Apor Vilmos Katolikus Főiskola
Az Apor Vilmos Katolikus Főiskola Vác egyetlen és – a város közel 1000 éves történetének – legelső váci székhellyel működő főiskolája 2004 óta. A főiskola fenntartója a Magyar katolikus egyház.
A főiskola korábban Zsámbéki Tanítóképző Főiskolaként volt hosszú évekig ismeretes, 1977-ben létesült, mint az Esztergomi Főiskola kihelyezett tagozata. 2000. január 1-jétől felvette Apor Vilmos vértanú püspök nevét, mivel egyházi tulajdonba került. 2003-ban óriási tűz ütött ki a főiskola tetőszerkezetén, ami miatt a zsámbéki épületben nem volt lehetőség a további működésre. Beer Miklós váci megyés püspök azonnal felajánlotta segítségét: a főiskola rendelkezésére bocsátotta Vácon a Konstantin tér 1–5. szám alatt lévő papi szeminárium épületét. Az épületben már korábban működött az Esztergomi Hittudományi Főiskolának egy kihelyezett képzése, valamint az Egri Hittudományi Főiskola és Érseki Papnevelő Intézet hitoktató levelező szakja (az épület a rendszerváltásig az államé volt és egy gimnáziumnak adott helyet).

## A főiskola tevékenysége

### Szervezeti felépítése
A főiskola intézetei (karai):
- Idegennyelvi, Nemzetiségi és Nemzetközi Kapcsolatok Intézet
- Hitéleti, Hittudományi és Filozófiai Intézet
- Magyar Nyelv és Kultúra Intézet
- Neveléstudományi és Módszertani Intézet
- Romológiai és Alkalmazott Társadalomtudományi Intézet
- Természettudományi és Matematikai Intézet

## Képzések
Alapképzések:
- csecsemő- és kisgyermeknevelő (Budapest)
- csecsemő- és kisgyermeknevelő (Vác)
- kántor
- katekéta-lelkipásztori munkatárs
- óvodapedagógus (Budapest)
- óvodapedagógus (Vác)
- óvodapedagógus (angol nyelven) (Budapest)
- óvodapedagógus [nemzetiségi óvodapedagógus (cigány-roma)] (Budapest)
- óvodapedagógus [nemzetiségi óvodapedagógus (cigány-roma)] (Vác)
- óvodapedagógus [nemzetiségi óvodapedagógus (német)] (Budapest)
- óvodapedagógus [nemzetiségi óvodapedagógus (német)] (Vác)
- óvodapedagógus [nemzetiségi óvodapedagógus (szlovák)]
- szociálpedagógia
- tanító
- tanító [nemzetiségi tanító (cigány-roma)]
- tanító [nemzetiségi tanító (német)]

Mesterképzések:
- mentálhigiénés közösség- és kapcsolatépítő
- neveléstudomány (Budapest)
- neveléstudomány (Vác)
- szociálpedagógia

### Oktatási tevékenysége
A főiskola fő profilja a pedagógusképzés. Tanító, óvodapedagógus (e kettő szakon indítanak roma és német nemzetiségi szakirányt is) és szociálpedagógus diploma szerezhető, valamint több felsőfokú OKJ-s szakképesítés is (ifjúságsegítő, titkárságvezető, csecsemő- és kisgyermeknevelő). A főiskola egyházi jellege megköveteli hittudományi szak indítását is, ezért 2005-ben meghirdették a modern kétciklusú képzésnek eleget tevő katekéta-lelkipásztori munkatárs BA 6 féléves alapszakot. Ez a szak az egykori hitoktató és hittanár főiskolai szakok utóda, melyeket a főiskola 1993-ban akkreditáltatott (valamint a kántor szakot). A katekéta-lelkipásztori munkatárs BA diploma megszerzése után hittanár-nevelő mesterképzésre lehet jelentkezni (ezzel az MA diplomával már középiskolában is lehet tanítani). A főiskolán az országban az elsők között hirdették meg a hittanár-nevelő MA képzést a 2007/2008-as tanévre. Így a főiskola több évtizedes tevékenység után elindíthatta második egyetemi szintű szakját (korábban a vallástudományi egyetemi szakot is meghirdették, de csak néhány éven keresztül). Megfelelő tantárgyspecializáció lehallgatása esetén a tanító diplomával rendelkezőknek is lehetőségük van a hittanár-nevelő mesterszakra jelentkezni. Minden szakot nappali és levelező tagozaton egyaránt meghirdetnek minden tanévre.
A főiskola nemzetközi nyelvvizsgaközpont angol, német nyelvből és nemzetközileg elismert diplomát adó számítástechnikai vizsgaközpont (ECDL) is. Valamint az intézmény egyik vonzereje a drámapedagógus-képzés, amely a magyar hagyományokra építve kreatív, játékos, alkotó szellemű pedagógusok felkészítését végzi.

#### Idegennyelv oktatás
A hallgatóknak alap esetben angol, német, olasz, orosz, francia, lovári és beás nyelv tanulására van lehetőségük. Ezen felül mód van több klasszikus és egzotikusnak számító nyelv tanulására is: latin, ógörög (e kettő hittudományi szakon kötelező), héber és arab.

#### Gyakorlati oktatás
A főiskola jelenleg két gyakorló általános iskolával áll szerződésben és egy gyakorló óvodája van:
- Vácon, a Konstantin téri épületegyütteshez tartozó, a főiskola mellett közvetlenül megtalálható Karolina Katolikus Általános Iskola,
- a budapesti Patrona Hungariae Általános Iskola,
- és az Apor Vilmos Katolikus Főiskola Terézvárosi Gyakorló Óvoda Budapesten,
- továbbá a hitéleti szakon tanulóknak a helyi plébániákon és egyéb más, az egyházzal kapcsolatban álló intézményekben (pl. kórház, börtön) történik a kateketikai/pasztorációs gyakorlat.

### Hallgatói élet
A főiskola hagyományosan minden évben augusztusban gólyatábort tart az első éves hallgatóknak. Ősszel kerül sor a gólyabálra. Valamint rendszeresen megrendezésre kerül a főiskolai és kollégiumi napok több napos rendezvénysorozat, Apor Vilmos-emléknap és lelkinapok is. A hallgatók számára aktív kikapcsolódást nyújt a Pé-Klub nevű klubhelyiség. Ezen felül a főiskola otthont ad rendszeres és időszaki kiállításoknak, konferenciáknak (pl. Nemzetközi művészeti nevelési konferencia, Benedek Elek országos mesemondó verseny stb.), tudományos esteknek.

## A főiskola épületei

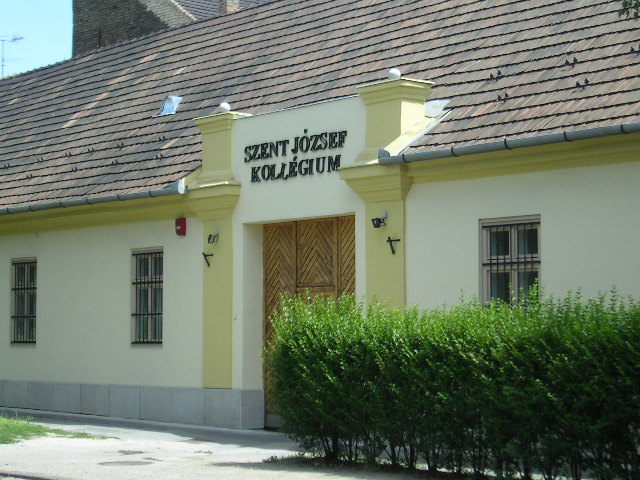
A Szent József Kollégium épülete

Vácon több épületben is folyik az oktatás, Budapesten egy épülete van a főiskolának.
A váci épületek:
- központi épület (Konstantin tér 1–5.): nagy előadók, számos gyakorlati terem, az intézetek többségének székhelye, adminisztrációs irodák, jegyzetbolt, saját (nem nyilvános) könyvtár és kápolna, leánykollégium,
- Szent Miklós téri épület: számítástechnikai termek, nyelvi labor, gyakorlati termek,
- Szent József Kollégium (fiú és leánykollégium, Honvéd u. 13.): rajz és technika szaktantermek, valamint fizika-kémia labor
- Galamb utca 1.: előadó terem

A budapesti épület:
- Az I. kerületben (Krisztina krt. 59/B.): gyakorlati termek (továbbképzési szakot és tanfolyamokat tartanak bennük)

## Ismert tanárok
- Bencze Lóránt nyelvész, egyetemi tanár
- Boros István teológus, filozófiatörténész, ókeresztény művészet-történész
- Jelenits István piarista szerzetes, irodalomtudós
- Kállai Ernő kisebbségi ombudsman, romológus, jogász, történelem tanár
- Káposztássy Béla teológus, liturgiaszakértő
- Nagy József pedagógiafilozófus és -történész, a kompetenciaalapú kritériumorientált pedagógiai irányzat kiemelkedő hazai képviselője
- Nemeshegyi Péter jezsuita szerzetes, a Szentírás japán nyelvre fordítója
- Szabó Ferenc jezsuita szerzetes, író-költő, a Távlatok c. folyóirat főszerkesztője, évtizedekig a Vatikáni Rádió magyar tagozatának vezetője
- Turay Alfréd teológus, filozófus

## A főiskola saját kiadású szakmai publikációi, jegyzetei
- Móser Zoltán: Körülvesznek engem a dalok - A népdalgyűjtő és népdalíró Czuczor Gergely, Zsámbéki Apor Vilmos Katolikus Tanárképző Főiskola-Csemadok Dunaszerdahelyi Területi Választmánya, Dunaszerdahely, 2000
- Gasparics Gyula: Helyesírási nefelejcs - Gyakorlókönyv a magyar nyelv j-ly-os szavainak tanulásához, AVKF, Vác, 2006
- Gasparics Gyula: Jeleskedj a helyesírásban!, AVKF, Vác, 2006
- A jóság íze - Nemeshegyi Péter SJ 85. születésnapjára, AVKF, Vác, 2008 ISBN 9789637306440
- Nemes György: Kommunikáció igazságosságban és szeretetben, AVKF, Vác, 2007
- Nemes György: Bevezetés az általános erkölcsteológiába - A morálteológia vázlatos áttekintése I., AVKF, Vác, 2006
- Nemes György: Az emberi kapcsolatok erkölcstana - A morálteológia vázlatos áttekintése III., AVKF, Vác, 2006
- Sallai Éva: Művészetek szerepe a személyiségfejlesztésben, AVKF, Vác, 2008
- Ancsin István, Boros István: Teológiai propedeutika - Főiskolai jegyzet, AVKF, Vác, 2007
- Ancsin István: Fundamentális teológia III. - A vallás - Főiskolai jegyzet, AVKF, Vác, 2007
- Boros István: Filozófiai antropológia, Vác, 2006
- Boros István: Bevezetés a patrológiába I. - Jegyzet, AVKF, Vác, 2007
- Kocsis Imre: Bevezetés az Újszövetségbe, AVKF, 2006
- Pesthy Mónika: Bevezetés az Ószövetségbe - Jegyzet, AVKF, Vác, 2006
- Buza Ilona: Gyakorlati kateketika - Jegyzet, AVKF, 2006
- Kádár Gyula: Pedagógiai Alapismeret I., AVKF, Zsámbék
- Solymosi Ferenc: Orgonaismeret, AVKF, Vác, 2006 ISSN 1219073X
- Egyetemes és magyar művelődéstörténet, AVKF, Vác, 2005
- Hankovszky Béla Jácint: Vallástörténeti vázlatok, AVKF, Zsámbék, 2001
- Gulyás Dénes: Művészettörténet - Jegyzet, AVKF, Zsámbék, 2000
- Balthazár Zsolt: A környezetvédelem és a műszaki-gazdasági élet - Kiegészítő jegyzet, AVKF, Zsámbék